# Public Works Administration
Die Public Works Administration (dt. „Verwaltung für öffentliche Arbeiten“) war eine 1933 in den USA gegründete Behörde zur Förderung der US-amerikanischen Wirtschaft und zur Verbesserung der Infrastruktur. Die Public Works Administration wurde von US-Präsident Franklin D. Roosevelt als Konsequenz aus der Wirtschaftskrise gegründet.

## Entstehung
Die PWA war Teil des New Deals. Der New Deal war ein Bündel von Maßnahmen gegen die Große Depression nach der Wirtschaftskrise. Die PWA war, im Gegensatz zu vielen anderen Maßnahmen, keine Idee von Roosevelt, sondern wurde von der damaligen US-Arbeitsministerin Frances Perkins vorgeschlagen. Perkins’ Idee wurde in den National Industry Recovery Act aus dem Juni 1933 aufgenommen und wurde als Federal Emergency Administration of Public Works gegründet, 1935 wurde sie in Public Works Administration umbenannt. Vorsitzender der neuen Behörde mit Sitz in Washington wurde der Innenminister Harold L. Ickes.

## Auswirkungen auf die Wirtschaft
Die PWA trug mit vielen Großprojekten zur Erholung der seit 1929 am Boden liegenden US-Wirtschaft bei. Die PWA wird als eine der wichtigsten Maßnahmen des New Deals angesehen und pumpte insgesamt sechs Milliarden Dollar in den Wirtschaftskreislauf. Durch die ambitionierten Projekte wurden Arbeitsplätze geschaffen und eine moderne Industrie entstand. Neben den teilweise spektakulären Großprojekten baute die PWA auch Straßen und Häuser, allerdings war dies Hauptaufgabe der Works Progress Administration (WPA), die im Rahmen des New Deals für kleinere Projekte gegründet wurde. Durch die Arbeit von PWA und WPA konnte die Infrastruktur in den USA nachhaltig verbessert werden.

## Projekte

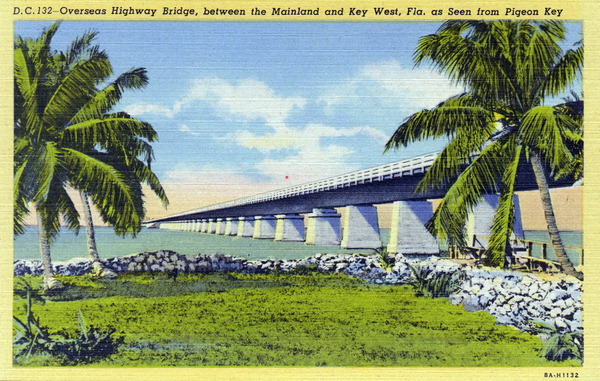
Der Overseas Highway zwischen dem Festland und Key West

Die PWA errichtete in den USA unzählige Schul- und Gerichtsgebäude, Wohnhäuser, Straßen, Industrieanlagen, Brücken, Tunnel und Flughäfen. Die folgenden Bauwerke sind die wohl bekanntesten Projekte der PWA:
- Lincoln Tunnel in New York City
- Der bei Touristen beliebte Overseas Highway[4]

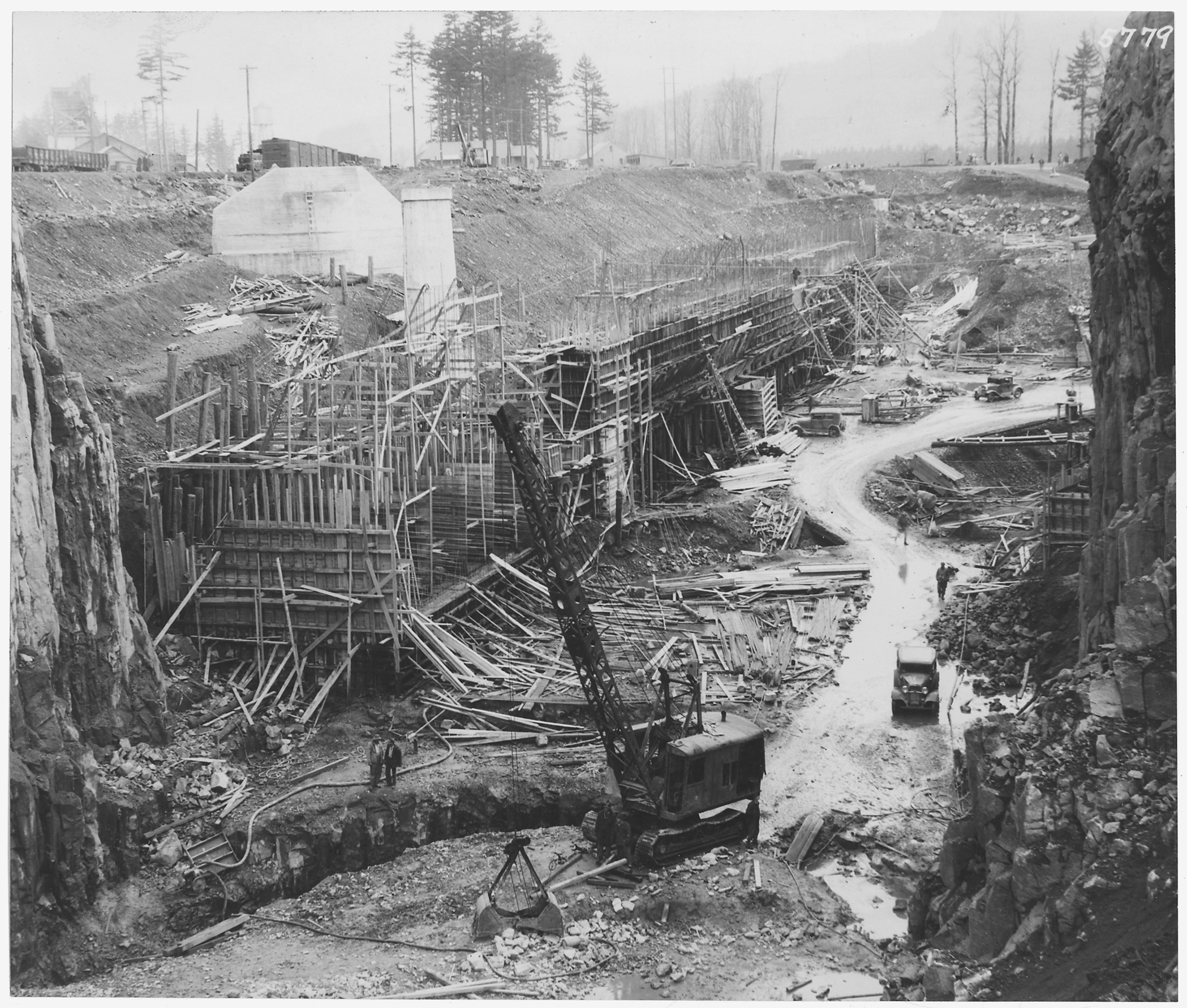
PWA errichtet den Bonneville Damm in Oregon

- Bonneville Damm
- La Guardia Airport[5]
- Los Angeles Airport[6]
- Fort Peck Damm[7]

## Schließung
1943 wurde die Behörde offiziell geschlossen, da der Zweite Weltkrieg die Umstellung der Wirtschaft auf eine Kriegswirtschaft erforderte. Dadurch wurde die PWA nicht mehr gebraucht.